# إيجي تومي
إيجي تومي (باليابانية: 富井 英司) (7 أكتوبر 1987 في كاناغاوا في اليابان – )؛ هو لاعب كرة قدم ياباني سابق كان يلعب كلاعب وسط.

## وصلات خارجية
- إيجي تومي على موقع رابطة كرة القدم اليابانية للمحترفين (اليابانية)
- إيجي تومي على موقع قاعدة بيانات كرة القدم.إي يو (الإنجليزية)